# Lodenkamerproces

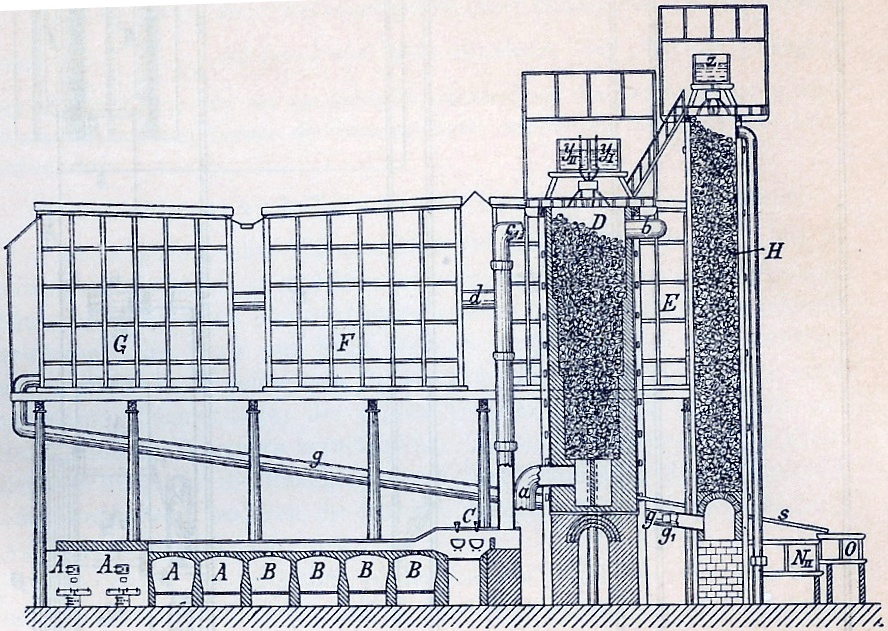
Tekening uit 1890 van een lodenkameropstelling ter productie van zwavelzuur.

Het lodenkamerproces is een verouderd proces waarmee op industriële schaal zwavelzuur kan worden geproduceerd. Het proces was al in de Middeleeuwen bekend maar werd in 1746 voor het eerst op industriële schaal toegepast, en wel te Birmingham.
Het totale proces komt neer op:
{\displaystyle {\ce {2SO2 + 2H2O + O2 -> 2H2SO4}}}
Het zuur dat ontstaat bevat maximaal 67% zwavelzuur en diverse verontreinigingen zoals arseen, men spreekt van Kamerzuur.

## Procesverloop
Pyriet of zinkblende wordt geroost in een roostoven waarbij zwaveldioxide ontstaat. Vervolgens stroomt het zwaveldioxide door toevoegen van lucht door naar de vliegstofkamer waar langs elektrostatische weg het vliegstof verwijderd wordt. 
{\displaystyle {\ce {2ZnS + 3O2 -> 2SO2 + 2ZnO}}}
De gassen stromen daarna van onder naar boven door een glovertoren. Hierin stroomt over zuurvaste tegels salpeterzuur, kamerzuur en nitrose. Door de hoge temperatuur van het roostgas ontstaan er nitreuze dampen uit nitrose en komt er waterdamp vrij:
{\displaystyle {\ce {4HNO3 -> 4NO2 + O2 + 2H2O}}}
Boven in de glovertoren stroomt een gasmengsel van lucht, zwaveldioxide en nitreuze dampen door naar een aantal lodenkamers. In de lodenkamers wordt met water gesproeid waarin het zwaveldioxide oplost tot zwaveligzuur:
{\displaystyle {\ce {SO2 + H2O -> H2SO3}}}
Onder invloed van de nitreuze dampen wordt dit zwaveligzuur vervolgens geoxideerd tot zwavelzuur:
{\displaystyle {\ce {H2SO3 + NO2 -> H2SO4 + NO}}}
Onderaan de glovertoren wordt gloverzuur (ongeveer 78% zwavelzuur) opgevangen. Het ontstane stikstofmonoxide wordt vervolgens door het aanwezige zuurstofgas geoxideerd tot stikstofdioxide:
{\displaystyle {\ce {2NO + O2 -> 2NO2}}}
Het is belangrijk dat er een overmaat aan water wordt gebruikt omdat er anders kristallen van nitrosylzwavelzuur (lodenkamerkristallen) ontstaan. Daarom kan er in de lodenkamers geen geconcentreerd zwavelzuur worden bereid. Om het verdunde zwavelzuur te concentreren wordt het teruggevoerd naar de glovertoren.
In de lodenkamers is nu alleen nog stikstof en wat nitreuze dampen aanwezig. Deze worden van onder naar boven door de Gay-Lussactoren geleid. In de Gay-Lussactoren bevindt zich cokes waarover in tegenstroom het geconcentreerde zwavelzuur (gloverzuur) uit de glovertoren vloeit. De overgebleven nitreuze dampen lossen hier in op waardoor nitrose ontstaat, dit wordt opgevangen en naar de glovertoren geleid. Overgebleven gassen waar onder andere nog een kleine hoeveelheid nitreuze damp in zit ontwijken via de schoorsteen.
Met het lodenkamerproces kan men tot 78% zwavelzuur maken, door aanwezigheid van arseen in pyriet is het zwavelzuur vervuild met arseen. Indien geconcentreerder zwavelzuur (tot 98%) nodig is en geen vervuiling van arseen gewenst is, dan wordt het contactproces gebruikt.
Het lodenkamerproces is duur omwille van de gebruikte katalysator (niet of nauwelijks recupereerbaar). Het proces is derhalve weinig winstgevend en wordt mede daarom heden ten dage minder toegepast.